# تامينا
إسمها الحقيقي سارونا موانا ماري راير سنوكا بولامالو (بالإنجليزية: Sarona Moana-Marie Reiher Snuka-Polamalu)‏ ومعروفة باسم تامينا سنوكا (بالإنجليزية: Tamina Snuka)‏ هي مصارعة محترفة وممثلة أمريكية ولدت في يوم 10 يناير 1978 في مدينة فانكوفر في ولاية واشنطن في الولايات المتحدة، تامينا هي ابنة المصارع الفيجي المشهور جيمي سنوكا وشقيقة المصارع ديوس سنوكا، بدأت باحتراف المصارعة في سنة 2009 وفي مايو 2010 قدمت أول عرض لها في رو مع كل من جيمي وجاي أوسو حيث هاجموا حينها فريق ذا هارد داينستي وألذي كان مكون من ديفيد هارت سميث وتايسون كيد وناتاليا في سنة 2015 شكلت فريق ثنائي مع المصارعة نايومي بعد ذلك غابت بسبب الإصابة لتعود في أبريل 2017 للمشاركة في عروض سماكداون. في سنة 2014 مثلت تامينا في دور صغير في فيلم هرقل.

## روابط خارجية
- تامينا على موقع IMDb (الإنجليزية)
- تامينا على موقع قاعدة بيانات الفيلم (الإنجليزية)
- تامينا على موقع دبليو دبليو إي (الإنجليزية)
- تامينا على موقع WrestlingData.com (الإنجليزية)
- تامينا على موقع CageMatch worker (الإنجليزية)
- تامينا على موقع قاعدة بيانات المصارعة على الإنترنت (الإنجليزية)
- تامينا على موقع عالم المصارعة على الإنترنت (الإنجليزية)